# William Ames

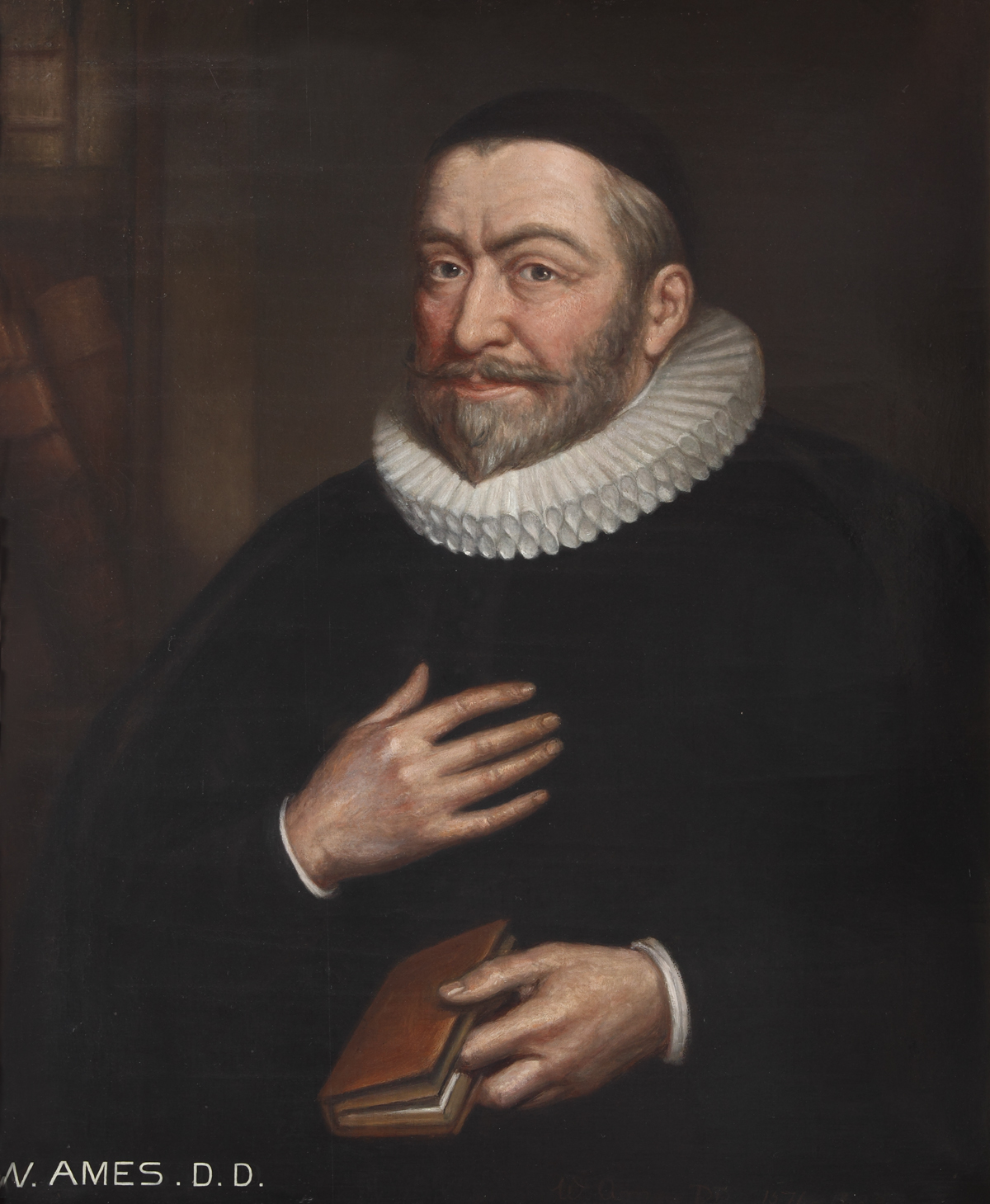
Dr William Ames, theologian (1576–1633)

William Ames (1576 - Rotterdam, 14 november 1633) ook bekend onder zijn Latijnse naam Guilielmus Amesius, was een Engelse, protestantse theoloog, filosoof en polemist. Hij bracht veel tijd door in Nederland en staat bekend om zijn betrokkenheid bij de controverse tussen de calvinisten of contra-remonstranten en de arminianen.
Amesius studeerde in Cambridge, onder andere bij William Perkins. Anders dan Perkins koos hij met overtuiging de kant van de non-confirmisten. Toen de autoriteiten hem zochten vluchtte hij eind 1610 met Robert Parker naar Nederland. In Nederland streed hij tegen de remonstranten. Na een kort verblijf in Leiden en Rotterdam werd hij benoemd tot garnizoensprediker van de Engelse troepen in Den Haag. Op de Synode van Dordrecht 1618/19 was hij auditor van de voorzitter Johannes Bogerman. In 1622 werd Amesius professor aan de universiteit van Franeker. Amesius wilde uitwijken naar Nieuw Engeland, maar stierf plotseling vrij kort voor de emigratie plaatsvond. Amesius hanteerde de wijsgerige methode van Petrus Ramus, de anti-aristoteliaan.